# FA Cup 1880/81

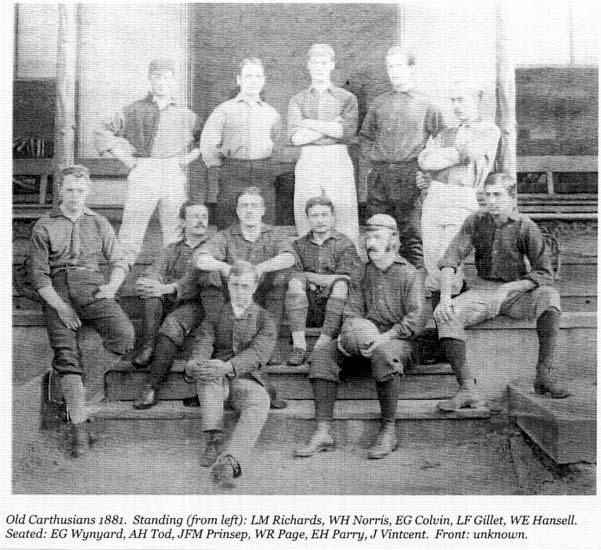
Die Siegermannschaft der Old Carthusians in der Pokalsaison 1880/81

Der FA Cup 1880/81 war die zehnte Austragung des The Football Association Challenge Cup (meist als FA Cup bekannt). Die Pokalsaison begann mit 62 Vereinen, wurde letztlich jedoch nur von 58 Vereinen real ausgespielt.
Der Pokalwettbewerb startete am 16. Oktober 1880 mit der Ersten Runde und endete mit dem Finalspiel im Kennington Oval in London am 9. April 1881 vor einer Kulisse von etwa 4.000 Zuschauern. Der Sieger des Wettbewerbes wurden zum ersten Mal die Old Carthusians. Unterlegener Finalist waren die Old Etonians.

## Wettbewerb

### Erste Runde
| Datum             |                         | Ergebnis |                      |
| ----------------- | ----------------------- | -------- | -------------------- |
| 16. Oktober 1880  | FC Turton               | 5:0      | Brigg Brittania      |
| 23. Oktober 1880  | Old Carthusians         | 7:0      | Saffron Walden Town  |
| 30. Oktober 1880  | Astley Bridge           | 4:0      | FC Eagley            |
| 30. Oktober 1880  | Aston Villa             | 5:3      | Wednesbury Strollers |
| 30. Oktober 1880  | Blackburn Rovers        | 6:2      | Sheffield Providence |
| 30. Oktober 1880  | FC Marlow               | 6:0      | FC Clarence          |
| 30. Oktober 1880  | FC Sheffield            | 5:4      | Blackburn Olympic    |
| 4. November 1880  | Notts County            | 4:4      | FC Derbyshire        |
| 6. November 1880  | FC Brentwood            | 00:10    | Old Etonians         |
| 6. November 1880  | Herts Rangers           | 6:0      | Barnes FC            |
| 6. November 1880  | St Peter’s Institute FC | 1:8      | FC Hendon            |
| 6. November 1880  | Stafford Road           | 7:0      | FC Spilsby           |
| 6. November 1880  | FC Swifts               | 1:1      | FC Old Foresters     |
| 6. November 1880  | FC West End             | 1:0      | Hanover United       |
| 11. November 1880 | FC Calthorpe            | 1:2      | Grantham Town        |
| 13. November 1880 | FC Acton                | 1:1      | FC Kildare           |
| 13. November 1880 | Clapham Rovers          | 15:00    | FC Finchley          |
| 13. November 1880 | FC Darwen               | 8:0      | FC Brigg             |
| 13. November 1880 | Grey Friars             | 0:0      | Windsor Home Park    |
| 13. November 1880 | FC Maidenhead           | 1:1      | Old Harrovians FC    |
| 13. November 1880 | FC Reading Abbey        | 1:0      | FC St. Albans        |
| 13. November 1880 | FC Reading              | 5:1      | FC Hotspur           |
| 13. November 1880 | FC Rochester            | 1:2      | FC Dreadnought       |
| 13. November 1880 | FC Romford              | 1:1      | FC Reading Minster   |
| 13. November 1880 | Royal Engineers AFC     | 0:0      | FC Remnants          |
| 13. November 1880 | Upton Park FC           | 8:1      | FC Mosquitos         |
| 13. November 1880 | Weybridge Swallows      | 3:1      | FC Henley            |
| nicht ausgetragen | Nottingham Forest       |          | Caius College FC     |
| nicht ausgetragen | FC Pilgrims             |          | Old Philberdians     |
| nicht ausgetragen | London Rangers          |          | Wanderers FC         |
| nicht ausgetragen | The Wednesday           |          | FC Queen’s Park      |

#### Wiederholungsspiele
| Datum             |                   | Ergebnis |                     |
| ----------------- | ----------------- | -------- | ------------------- |
| 20. November 1880 | FC Kildare        | 0:5      | FC Acton            |
| 20. November 1880 | FC Old Foresters  | 1:2      | FC Swifts           |
| 20. November 1880 | Old Harrovians FC | 0:1      | FC Maidenhead       |
| 20. November 1880 | FC Remnants       | 0:1      | Royal Engineers AFC |
| 20. November 1880 | Windsor Home Park | 1:3      | Grey Friars         |
| 27. November 1880 | FC Derbyshire     | 2:4      | Notts County        |
| nicht ausgetragen | FC Romford        |          | FC Reading Minster  |

### Zweite Runde
| Datum             |                     | Ergebnis |                |
| ----------------- | ------------------- | -------- | -------------- |
| 4. Dezember 1880  | Nottingham Forest   | 1:2      | Aston Villa    |
| 4. Dezember 1880  | Old Etonians        | 2:0      | FC Hendon      |
| 9. Dezember 1880  | Royal Engineers AFC | 1:0      | FC Pilgrims    |
| 11. Dezember 1880 | Grantham Town       | 1:1      | Stafford Road  |
| 11. Dezember 1880 | Grey Friars         | 1:0      | FC Maidenhead  |
| 11. Dezember 1880 | FC Marlow           | 4:0      | FC West End    |
| 11. Dezember 1880 | Old Carthusians     | 5:1      | FC Dreadnought |
| 11. Dezember 1880 | FC Reading Abbey    | 2:1      | FC Acton       |
| 18. Dezember 1880 | Astley Bridge       | 0:3      | FC Turton      |
| 18. Dezember 1880 | Blackburn Rovers    | 0:4      | The Wednesday  |
| 18. Dezember 1880 | FC Reading          | 0:1      | FC Swifts      |
| 18. Dezember 1880 | FC Sheffield        | 1:5      | FC Darwen      |
| 18. Dezember 1880 | Weybridge Swallows  | 0:3      | Upton Park FC  |
| Freilos           | Clapham Rovers      |          |                |
| Freilos           | Herts Rangers       |          |                |
| Freilos           | Notts County        |          |                |
| Freilos           | London Rangers      |          |                |
| Freilos           | FC Romford          |          |                |

#### Wiederholungsspiel
| Datum             |               | Ergebnis |               |
| ----------------- | ------------- | -------- | ------------- |
| 16. Dezember 1880 | Stafford Road | 7:1      | Grantham Town |

### Dritte Runde
| Datum            |                     | Ergebnis |                  |
| ---------------- | ------------------- | -------- | ---------------- |
| 8. Januar 1881   | Clapham Rovers      | 2:1      | FC Swifts        |
| 8. Januar 1881   | FC Turton           | 0:2      | The Wednesday    |
| 5. Februar 1881  | Herts Rangers       | 0:3      | Old Etonians     |
| 9. Februar 1881  | Royal Engineers AFC | 6:0      | London Rangers   |
| 12. Februar 1881 | Notts County        | 1:3      | Aston Villa      |
| 12. Februar 1881 | FC Romford          | 2:0      | FC Reading Abbey |
| Freilos          | FC Darwen           |          |                  |
| Freilos          | Grey Friars         |          |                  |
| Freilos          | FC Marlow           |          |                  |
| Freilos          | Old Carthusians     |          |                  |
| Freilos          | Stafford Road       |          |                  |
| Freilos          | Upton Park FC       |          |                  |

### Vierte Runde
| Datum            |                 | Ergebnis |                     |
| ---------------- | --------------- | -------- | ------------------- |
| 5. Februar 1881  | FC Darwen       | 5:2      | The Wednesday       |
| 12. Februar 1881 | Clapham Rovers  | 5:4      | Upton Park FC       |
| 19. Februar 1881 | Aston Villa     | 2:3      | Stafford Road       |
| 19. Februar 1881 | Old Carthusians | 2:0      | Royal Engineers AFC |
| 19. Februar 1881 | Old Etonians    | 4:0      | Grey Friars         |
| 19. Februar 1881 | FC Romford      | 2:1      | FC Marlow           |

### Fünfte Runde
| Datum         |                 | Ergebnis |                |
| ------------- | --------------- | -------- | -------------- |
| 5. März 1881  | FC Darwen       | 15:0     | FC Romford     |
| 19. März 1881 | Old Carthusians | 3:1      | Clapham Rovers |
| 19. März 1881 | Stafford Road   | 1:2      | Old Etonians   |

### Halbfinale
Das Spiel wurde am 26. März 1881 ausgetragen.
|                 | Ergebnis |           | Ort                     |
| --------------- | -------- | --------- | ----------------------- |
| Old Carthusians | 4:1      | FC Darwen | Kennington Oval, London |
| Old Etonians    |          | Freilos   |                         |

### Finale
| Old Carthusians                                    | Old Carthusians | Old Etonians | Old Etonians |
| -------------------------------------------------- | --- | --- | ------------ |
| Old Carthusians                                    | \| Finale \| \| Samstag, 9. April 1881 in London (Kennington Oval) \| \| Ergebnis: 3:0 (1:0) \| \| Zuschauer: 4.000 \| \| Schiedsrichter: William Peirce Dix \| \| Spielbericht \|                       | \| Finale \| \| Samstag, 9. April 1881 in London (Kennington Oval) \| \| Ergebnis: 3:0 (1:0) \| \| Zuschauer: 4.000 \| \| Schiedsrichter: William Peirce Dix \| \| Spielbericht \|                   | Old Etonians |
| Old Carthusians                                    | Leonard Gillett – Walter Norris, Sir Elliott Colvin – James F. M. Prinsep, Sir Joseph Vintcent, Jr. , Walter Hansell – Lewis Richards, William Page, Edward Wynyard, Edward Hagarty Parry, Alexander Tod | John Rawlinson – Charles Foley, Thomas French – Arthur Kinnaird, R. Bryan Farrer, Reginald Macaulay – Harry Goodhart, Herbert Whitfeld, Philip Novelli, William Anderson, John Barrington Chevallier | Old Etonians |
| Old Carthusians                                    | 1:0 Edward Wynyard (25.) 2:0 Edward Hagarty Parry (75.) 3:0 Alexander Tod (80.) | | Old Etonians |
| Finale                                             | | |              |
| Samstag, 9. April 1881 in London (Kennington Oval) | | |              |
| Ergebnis: 3:0 (1:0)                                | | |              |
| Zuschauer: 4.000                                   | | |              |
| Schiedsrichter: William Peirce Dix                 | | |              |
| Spielbericht                                       | | |              |